# المسح العقاري

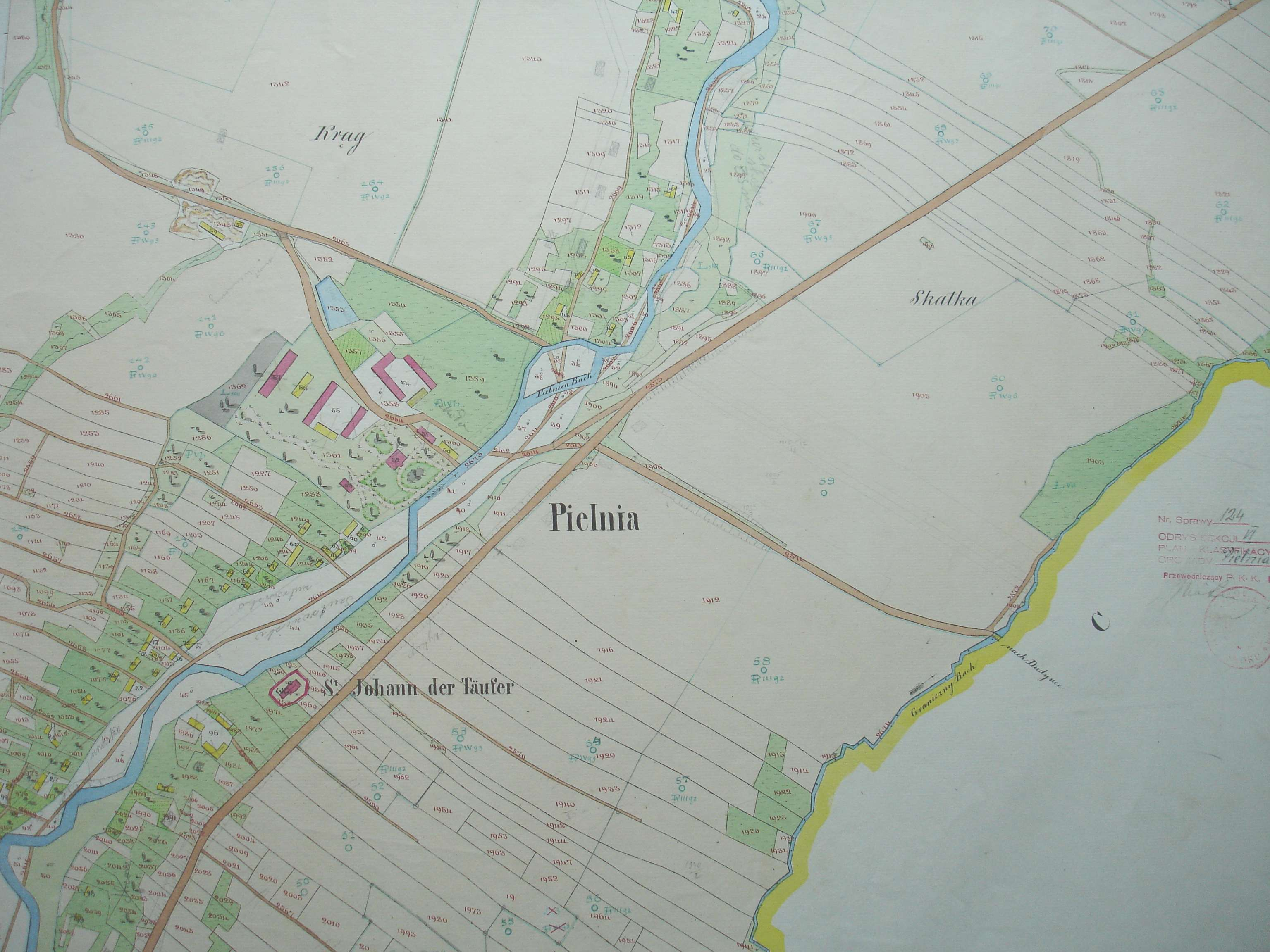
خريطة عقارية لقرية بيلينيا، 1852، الإمبراطورية النمساوية

التَّأْرِيفُ أو مسح الأراضي أو المسح العقاري أو سجل المِساحة (بالإنجليزية: Cadastre) هو تسجيل شامل لحصص وحدود عقار في دولة ما.

## التعريف
وعادة ما يتضمن السجل العقاري معلومات عن الملكية والحيازة والموقع الدقيق (بحيث لا يتم استخدام إحداثيات النظام العالمي لتحديد المواقع بسبب أخطاء مثل تعدد المسارات)، وحجم (ومساحة) الأراضي المزروعة في الريف وقيمة قطع الأراضي الفردية. تُستخدم السجلات العقارية في العديد من البلدان في جميع أنحاء العالم، بعضها بالاقتران مع سجلات أخرى مثل سجل حقوق الملكية.

## في بلدان مختلفة

### الولايات المتحدة الأمريكية
تسجيل الأراضي مسألة تخص كل ولاية أمريكية على حدة. وهكذا، تحدد كل ولاية المسؤولين والسلطات ووظائفهم وواجباتهم فيما يتعلق بملكية الأراضي داخل تلك الولاية، على النحو المبين بشكل أكمل في المادة الرئيسية المذكورة. لن تكتمل عملية شراء عقار دون تسجيل العقار؛ حيث ستحتاج إلى جميع المستندات اللازمة قبل أن يصبح العقار ملكاً لك بشكل قانوني. على الرغم من وجود عقد بينك وبين البائع، إلا أن تغيير الملكية لا يحدث إلا بعد تسجيل العقار باسمك قانونياً في السجلات الحكومية.

### روسيا
حتى عام 2012، كانت الوثيقة الرئيسية لتسجيل المبنى السكني هي جواز السفر الفني، الذي كان يعده مهندسو مكتب الجرد الفني. في الوقت الحاضر، لوضع منزل في السجل المساحي، فإن الوثيقة الأساسية هي المخطط الفني. يتم تنظيم محاسبة قطع الأراضي والمباني والأشياء الطبيعية في روسيا في قاعدة بيانات السجل العقاري الحكومي على أساس القانون الاتحادي رقم 221-FZ ""بشأن السجل العقاري الحكومي"" لعام 2007. 

### أيرلندا
تسجيل الأراضي إلزامي في جمهورية أيرلندا ويتم الاحتفاظ بسجلين متوازيين: السجل العقاري (Clárlann na Talún باللغة الأيرلندية) والسجل المدني (Clárlann na nGníomhas).

## طالع المزيد
- تسجيل الأراضي